# Эрсфельд
Э́рсфельд (нем. Ersfeld) — община в Германии, в земле Рейнланд-Пфальц. 
Входит в состав района Альтенкирхен-Вестервальд. Подчиняется управлению Альтенкирхен.  Население составляет 74 человека (на 31 декабря 2010 года). Занимает площадь 1,40 км².